# Botfalu (Szlovákia)
Botfalu (más néven Russóbotfalu, szlovákul: Bzince pod Javorinou) község Szlovákiában, a Trencséni kerületben, a Vágújhelyi járásban. Alsó- és Felsőbotfalu egyesítésével jött létre.

## Fekvése
Vágújhelytől 5 km-re északnyugatra, a Kamečnica és Vrzavka patakok összefolyásánál.

## Története
A régészeti leletek tanúsága szerint a falu területe már a kőkorszakban is lakott volt.
Egyes források szerint a település már 1215-ben létezett. Ezt a korai települést azonban a tatárjárás elpusztította.
1337-ben "Bot" néven a pápai tizedjegyzék említi először, már ekkor megvolt a falu Szent Mihály temploma, mely valószínűleg sokkal régebbi. János nevű papja ekkor 4 garas adót fizetett. 1340-ben "Wezdenech", 1357-ben "Byzench", 1393-ben "Bath", 1436-ban "Bod" alakban említik.
Kezdetben Beckó és Csejte várának uradalmához tartozott. A 14. század elején Csák Máté volt az ura, majd ennek leverése után királyi birtok. 1392-ben Zsigmond király hívének, Stibor vajdának adta. A 16. század elejéig a csejtei váruradalom része. Később helyi nemesek birtoka. A 18. században a falunak kiterjedt szőlőültetvényei, fejlett borászata volt. A falut ebben ez időben mintegy 120-an lakták. Régi borospincéi közül több ma is látható. Lakói a szőlőtermesztés mellett a mezőgazdaságban dolgoztak. Fejlett volt a kézműipar is. A férfiak főként faárukészítéssel, a nők szövéssel foglalkoztak. A 19. században három település állt a mai község helyén: Alsó-, Egyházas- és Felsőbotfalu.
Alsóbotfalut 1773-ban "Dolne Bzince" néven említik külön, de már sokkal előbb létezett. 1715-ben szőlőskertje, 15 jobbágy, 2 zsellérháztartása volt, a csejtei uradalomhoz tartozott. 1787-ben 78 házát 527-en lakták. 1828-ban 65 házában 456 lakos élt. Lakói mezőgazdasággal, szőlészettel, állattartással, faárukészítéssel, hímzéssel foglalkoztak.
Felsőbotfalu Alsóbotfalu határában keletkezett. 1532-ben "Bood", 1773-ban "Horne Bziniec" alakban említik. 1715-ben szőlőskertje, 10 jobbágy, 26 zsellér és 9 adómentes háztartása volt. 1787-ben 86 házában 815 lakos élt. 1828-ban 120 házát 841 lakosa lakta, akik főként mezőgazdasággal foglalkoztak. 1918 után fűrésztelep is üzemelt a községben.
Vályi András szerint "BOTFALVA. Bzincz, Bzincze, alsó Botfalva. Tót falu Nyitra Vármegyében, birtokosai külömbféle Urak, lakosai katolikusok, és Augusztána vallásúak. Vághujhelytől egy mértföldnyire fekszik, határbéli földgye jó termő, szőleje második Osztálybéli, réttyei, ’s legelője is elég jó, de fája szűken van, piatza szomszédságban Újhelyben, első Osztálybéli."
Fényes Elek szerint "Botfalu (Alsó- és Felső-), (Brinecz), két egymás mellett fekvő tót falu, Nyitra vgyében, Vágh-Ujhelyhez nyugotra 1/2 órányira. Az első 101 kath., 340 evang., 34 zsidó lak., kath. paroch. templommal; a második 80 k., 770 evang., 40 zsidó lak., evangelikus anyaszentegyházzal, ekklézsiával. – Sok erdők és irtások. F. u. a csejtei uradalom. Ut. p. Galgócz."
A trianoni békeszerződésig Nyitra vármegye Vágújhelyi járásához tartozott.
Alsó- és Felsőbotfalut 1952-ben egyesítették.

## Népessége
| Év:            | 1994. | 2004.   | 2014.   | 2024.   |
| -------------- | ----- | ------- | ------- | ------- |
| Emberek száma: | 1997  | 2043    | 2097    | 2024    |
| Eltérés:       |       | +2,30 % | +2,64 % | -3,48 % |

| Év:            | 2023. | 2024.   |
| -------------- | ----- | ------- |
| Emberek száma: | 2014  | 2024    |
| Eltérés:       |       | +0,49 % |

1910-ben Alsóbotfalut 752, Felsőbotfalut 1339 fő lakta, túlnyomórészt szlovák anyanyelvűek.
2001-ben 2042 lakosából 1983 szlovák volt.
2011-ben 2067 lakosából 1949 szlovák volt.

## Nevezetességei
- Szent Mihály arkangyal tiszteletére szentelt római katolikus temploma a 13. században épült.
- Evangélikus temploma 1795-ben épült.